# Roger Hairabedian
Roger Hairabedian (19 september 1955) is een Frans professioneel pokerspeler. Hij won onder meer het €5.000 + 300 Pot Limit Omaha-toernooi van de World Series of Poker Europe 2012 (goed voor een hoofdprijs van €142.590,-) en het €2.000 + 200 No Limit Hold'em-toernooi van de World Series of Poker Europe 2013 (goed voor  €148.820,-).
Hairabedian verdiende tot en met juli 2014 meer dan $4.800.000,- in live pokertoernooien (cashgames niet meegerekend).

## Wapenfeiten
Hairabedian meldde zich in 1999 voor het eerst aan het prijzenloket van een professioneel pokertoernooi, toen hij vijfde werd in het FF 2.500 Pot Limit 7 Card Stud-toernooi van het Spring Tournament 1999 in Parijs. Tot aan 2004 won hij vervolgens bijna twintig geldprijzen met pokeren, allemaal in Franse toernooien. Daarbij won hij twee Hold 'em-toernooien van het Spring Tournament 2002 en ook de €1.000 European Seniors Championships van de Euro Finals of Poker 2004. Hairabedian boekte in 2005 zijn eerste cash in een toernooi over de grens, in Spanje. Daarop volgden ook geldprijzen op toernooien in Polen, Oostenrijk, Nederland (op de Master Classics of Poker 2007), Italië, Marokko en Monaco.
Hairabedian speelde zich in juli 2008 voor het eerst naar een geldprijs op een van de drie grote tours, de World Poker Tour. Hij werd toen 77ste in het $15.000 + 400 No Limit Hold'em-toernooi van de Bellagio Cup IV in Las Vegas. Zijn eerste prijzengeld op de European Poker Tour volgde negen maanden later, toen hij als zeventiende eindigde in het €10.000 + 600 - No Limit Hold'em-toernooi van de EPT Grand Final in Monte Carlo. Hairabedians eerste cash op de World Series of Poker volgde in 2011, toen hij zich tijdens de World Series of Poker 2011 in vier verschillende toernooien naar prijzengeld speelde.

## WSOP-titels
| Jaar                              | Toernooi                      | Prijs      |
| --------------------------------- | ----------------------------- | ---------- |
| World Series of Poker Europe 2012 | €5.000 + 300 Pot Limit Omaha  | €142.590,- |
| World Series of Poker Europe 2013 | €2.000 + 200 No Limit Hold'em | €148.820,- |